# Lijst van spelers van De Graafschap (vrouwen)
Dit is een lijst van voetballers die minimaal één officiële wedstrijd hebben gespeeld in het eerste elftal van de Nederlandse vrouwenvoetbalclub De Graafschap.

## A
- Linden Alkema (2024-)
- Tess Alkema (2024-2025)

## B
- Inge Bolder (2024-)

## E
- Bibi van Engen (2024-2025)

## G
- Linde Geltink (2024-2025)

## H
- Annemijn Hakkers (2024-)
- Isa Hubers (2024-2025)
- Kee Hubert (2024-)

## J
- Lotte Jansen (2024-)
- Kim Joosten (2024-)
- Non-Rose Joseph (2024-)

## K
- Ella Kers (2024-)
- Lijne Klees (2024-)
- Rachel Kleine (2024-)

## M
- Lotte Masseling (2024-2025)
- Chayenne Mulder (2024-)

## R
- Maud Reijenga (2024-)
- Britt Reisner (2024-)
- Sam Roddenhof (2024-)
- Rafa Rothmann (2024-)

## S
- Dewi Snippe (2025)

## T
- Anne Tijink (2024-)

## V
- Zoey Verheij (2024-)
- Sterre Visser (2024-)

## W
- Jinke Wagenmans (2024-2025)

## Z
- Milou Zeijseink (2024-2025)